# USS Milwaukee (CL-5)
L'incrociatore della US Navy USS Milwaukee apparteneva alla classe Omaha, una serie di incrociatori leggeri costruiti negli Stati Uniti alla fine del primo conflitto mondiale: nella storia navale americana questa è stata la terza nave a portare il nome della città di Milwaukee nel Wisconsin. La nave nella parte finale del secondo conflitto mondiale fu temporaneamente trasferita alla Marina sovietica prestando servizio con il nome Murmansk.

## Periodo tra le due guerre
La costruzione della nave è avvenuta a Seattle nello stato di Washington e la nave, impostata sugli scali il 13 dicembre 1918 e varata il 24 marzo 1921, è entrata in servizio il 20 giugno 1923.
Dopo l'entrata in servizio effettuò una crociera nel Pacifico per raggiungere l'Australia, attraverso le Hawaii, le Samoa, le Figi e la Nuova Caledonia, in occasione di un congresso scientifico che si aprì il 23 agosto a Sydney. La nave venne equipaggiata con le migliori attrezzature per la raccolta di informazioni scientifiche, raccogliendo durante il percorso una serie di dati sull'Oceano Pacifico. Un gruppo di montagne sottomarine rilevate dalla nave nel 1929 nel Nord Pacifico prendono il nome di Milwaukee Seamounts.
Anche se la nave nel periodo fra le due guerre mondiali venne utilizzata prevalentemente nel Pacifico, prestò più volte servizio nell'area dei Caraibi. Il 24 ottobre 1926, la nave, insieme ad un'altra unità americana giunse all'Isola della Gioventù dalla Baia di Guantánamo per assistere le vittime di un uragano che quattro giorni prima aveva devastato l'isola. Le navi americane istituirono un centro medico presso il municipio di Nueva Gerona, rifornendo l'area colpita con più di 50 tonnellate di prodotti alimentari, sostituendo le linee telefoniche che erano state spazzate via, e mantenendo le comunicazione con il mondo esterno. L'impegno degli equipaggi conquistò nella zona il rispetto e la gratitudine di tutti gli abitanti.
Oltre un decennio più tardi, il 14 febbraio 1939, la nave, mentre era in navigazione a nord di Hispaniola e Porto Rico, registrò con la sua strumentazione il punto più profondo dell'Oceano Atlantico, che prese il nome di Abisso Milwaukee.

## Seconda guerra mondiale
Alla fine dell'estate del 1939 l'invasione tedesca della Polonia diede l'avvio alla seconda guerra mondiale cui gli Stati Uniti presero parte in seguito all'Attacco di Pearl Harbor.
All'entrata in guerra degli Stati Uniti, la nave si trovava in cantiere a New York per lavori di manutenzione.
La prima missione di guerra avvenne il 31 dicembre 1941, quando la nave, partita da New York, scortò un convoglio ai Caraibi; la nave, giunta nel porto di Balboa il 31 gennaio 1942, transitò attraverso il Canale di Panama per scortare otto navi da trasporto truppe alle Isole della Società. La nave, dopo aver fatto ritorno verso l'Atlantico attraverso il canale, il 7 marzo effettuò una sosta a Trinidad in rotta verso Recife, in Brasile e nei due anni successivi venne impiegata in pattugliamenti nell'Atlantico Meridionale.
La nave, partita da Recife l'8 febbraio 1944, raggiunse New York, da dove il 27 febbraio effettuò una missione di scorta di un convoglio che l'8 marzo giunse a Belfast, in Irlanda del Nord, da dove il successivo 29 marzo prese il mare per scortare un convoglio alleato diretto a Murmansk.

### Il trasferimento all'Unione Sovietica
La nave il 20 aprile 1944 venne trasferita in prestito all'Unione Sovietica e, ribattezzata Murmansk (in russo: Мурманск), venne inquadrata nella Flotta del Nord ed impiegata in compiti di scorta per tutto il resto della guerra. Comandante dell'unità il Capitano di 1° rango Boris Beljaev, che in precedenza durante il conflitto aveva comandato il cacciatorpediniere Baku ed una squadriglia di cacciatorpediniere e dopo il conflitto sarebbe stato il primo comandante della nave da battaglia Novorossijsk, la ex corazzata italiana Giulio Cesare, ottenuta dai sovietici in conto riparazione danni di guerra, sostituendo al comando della ex corazzata italiana il comandante designato Jurij Zinov'ev, morto improvvisamente il 19 gennaio a causa di un attacco cardiaco alcuni giorni prima che la nave italiana fosse consegnata alla Marina Sovietica.
L'Unione Sovietica, dopo la resa e l'uscita dall'Asse dell'Italia, già nel corso della Conferenza di Mosca, nell'incontro tra i ministri degli esteri delle tre principali potenze alleate, Eden, Hull e Molotov, aveva richiesto una consistente quota di naviglio militare e mercantile italiano in conto riparazione danni di guerra, tra cui una corazzata, ed aveva ribadito tale richiesta nell'incontro tra Stalin, Roosevelt e Churchill alla Conferenza di Teheran trovando l'appoggio del presidente statunitense; essendo però in quel momento l'Italia cobelligerante con gli Alleati, non venne ritenuta opportuna la spartizione della flotta italiana, per cui i sovietici ricevettero in cambio, a titolo di prestito, da americani e inglesi alcune unità, in attesa che con la fine del conflitto fosse stata decisa la sorte della flotta italiana. Tra le navi che i sovietici ricevettero a titolo di prestito, oltre all'incrociatore leggero statunitense Milwaukee, c'erano alcuni cacciatorpediniere della classe Town, tre battelli classe U, e la vecchia corazzata inglese HMS Royal Sovereign, che entrata in servizio nella Marina Sovietica il 30 maggio 1944 venne ribattezzata Archangel'sk durante il periodo trascorso sotto la bandiera sovietica. Tutte queste unità prestarono servizio nella Flotta del Nord e vennero restituite al termine del conflitto, tranne un cacciatorpediniere perso per cause belliche.

## Il ritorno negli Stati Uniti
Al termine del conflitto, avendo i sovietici ottenuto dal trattato di pace, in conto riparazione danni di guerra, diverse unità italiane, tra cui l'incrociatore leggero Duca d'Aosta, la nave venne restituita agli Stati Uniti il 16 marzo 1949, riprendendo il nome Milwaukee, entrando il 18 marzo nel Philadelphia Navy Yard, dove venne radiata lo stesso giorno; il 10 dicembre dello stesso anno la nave venne venduta per la demolizione ad una ditta di Wilmington nel Delaware.

## Comandanti dell'unità
- 20 giugno 1923 - 1924 William Christian Asserson[4]
- 1924 - 1925 James Thomas Alexander
- 1925 - 1926 Benjamin Vaughan McCandlish
- 1926 - 1927 Frank Lucius Pinney
- 1927 - 1929 Clark Howell Woodward
- 1929 - 1931 Robert Tryon (Duke) Menner
- 1931 - 1933 Henry George Stuart Wallace
- 1933 - 1934 Gilbert Hoover
- 1934 - 1935 Burton Hepburn Green
- 1935 - 1937 Riley Franklin McConnell
- 1937 - 1938 Bowman Mark Cooper
- 1938 - 1940 Frank Harrison Kelley Jr.
- 1940 - 1941 Archibald McGlasson
- 1941 - gennaio 1943 Betton Royal Forrest
- gennaio 1943 - luglio 1943 Jacob Harry Jacobson
- luglio 1943 - 20 aprile 1944 sconosciuto
- 20 aprile 1944 - 16 marzo 1949 Periodo trascorso sotto la bandiera sovietica
- 16 - 18 marzo 1949 Joseph Uhrig Lademan Jr.